# 山崎カヲル
山崎 カヲル（やまさき かをる、1943年 - ）は、日本の翻訳家、経済学者。東京経済大学名誉教授。本名、山崎馨（やまさき かおる）。
専門分野は、経済人類学、ラテンアメリカ経済論、社会主義経済論、異文化コミュニケーション論。元妻にライター・翻訳家・ヴォイスヒーラーの渡邊満喜子（山崎満喜子）。コラムニストの山崎まどかは娘。

## 経歴
神奈川県出身。1965年、慶應義塾大学経済学部卒業。1970年、法政大学大学院博士課程修了。
1973年、東京経済大学経済学部専任講師。1976年 - 1978年メキシコ・国立人類学歴史研究所客員教授。東京経済大学助教授を経て、1995年コミュニケーション学部教授。2014年、名誉教授。

## 著書

### 単著
- 新「国軍」用兵論批判序説 鹿砦社 1977

### 共編著
- マルクス主義と経済人類学 山崎カヲル,C.メイヤスー他著 , 山崎カヲル 編訳 柘植書房 1980
- シリーズ 性を問う 全5巻 大庭健・長谷川真理子・山崎勉・鐘ケ江晴彦・山崎カヲル編、専修大学出版局、1997･1998

### 翻訳
- ラテン・アメリカの革命戦争 ダグラス・ブラボ、カミロ・トレス、ジョアン・クァルティン、カルロス・マリゲラほか共著、山崎カヲル, 高倉亮 編訳 三一書房 1971
- スパルタクス書簡 ローザ・ルクセンブルク著 中村丈夫, 山崎カヲル, 船戸満之 訳 鹿砦社 1971
- 精神分析と唯物論 Ｗ．ライヒ, Ｅ．フロム著　山崎カヲル, 岩永達郎 編訳 イザラ書房 1971
- 青年の性的闘争 W.ライヒ 著,山崎カヲル 訳 イザラ書房 1972
- 土地か死か : ペルー土地占拠闘争と南米革命 ウーゴ・ブランコ 著,山崎カヲル 訳 柘植書房 1974
- 現代アラブ : 経済と戦略 サミール・アミン [著],山崎カヲル 訳 新評論 1981
- リウスの現代思想学校 2 エコロジー : みんなで自殺するつもりなの? リウス 著  斎藤純一, 山崎カヲル 訳 晶文社 1982
- リウスの現代思想学校 3 資本主義って何だろうか リウス 著 山崎カヲル 訳 晶文社 1982
- 階級と民族 サミール・アミン [著],山崎カヲル 訳 新評論 1983
- リウスのパレスチナ問題入門 : さまよえるユダヤ人から血まよえるユダヤ人へ イラストノート エドワルド・デル・リウス 著,山崎カヲル 訳 第三書館 1983
- 『ドナルド・ダックを読む』（en:How to Read Donald Duck）アリエル・ドルフマン（en:Ariel Dorfman）アルマン・マトゥラール（en:Armand Mattelart）著、山崎カヲル 訳 晶文社 1984
- 広告の記号論 : 記号生成過程とイデオロギー ジュディス・ウィリアムスン 著,山崎カヲル, 三神弘子 訳 柘植書房 1985 (Culture critique books)
- 周辺資本主義としてのアジア : 従属パラダイムを超えて C.ハミルトン [ほか]著,山崎カヲル 編監訳 柘植書房 1986 (新TT選書)
- 男が文化で、女は自然か? : 性差の文化人類学 エドウィン・アードナー 他著,山崎カヲル 監訳 晶文社 1987
- ポスト・マルクス主義と政治 : 根源的民主主義のために エルネスト・ラクラウ, シャンタル・ムフ [著],山崎カヲル, 石沢武 訳 大村書店 1992
- 不確定な唯物論のために : 哲学とマルクス主義についての対話 ルイ・アルチュセール [述],フェルナンダ・ナバロ 聞き手,山崎カヲル 訳 大村書店 1993